# Cronstadt Island
Cronstadt Island, historisch auch Kronstadt Island, ist eine im Nordwesten des Inselstaates Trinidad und Tobago liegende Insel und bildet gemeinsam mit der Nachbarinsel Carrera Island die San Diego Islands. Verwaltungstechnisch zählt Cronstadt Island zur Region Diego Martin.

## Geographie
Die Inselgruppe der San Diego Islands ist dem Nordwestzipfel Trinidads, Chaguaramas, vorgelagert. Beide der Gruppe zugehörige Inseln liegen südlich der Halbinsel Point Gourde; Cronstadt ist die westliche der beiden. Die 4,75 ha große Insel besteht zum größten Teil aus Kalkstein und stellt gemeinsam mit Carrera die Überreste eines Riffs dar.

## Geschichte
In der Amtszeit des letzten spanischen Gouverneurs von Trinidad, José María Chacón, wurde die Insel der Cabildo von Port of Spain zugeschlagen, die sie zugunsten der Stadtkasse verpachtete. Um 1800 herum war die Insel nach einem in Diego Martin ansässigen Großgrundbesitzer als Begorrat Island bekannt, anschließend zeitweilig nach dem nachfolgenden Pächter auch als Cretau Island. Sowohl Begorrat als auch Cretau nutzten die Insel wegen des angenehmen Klimas als Wochenenddomizil.
Die erste Vermessung erfolgte in der Amtszeit des britischen Gouverneurs Thomas Hislop zwischen 1803 und 1811 im Rahmen einer militärischen Aufrüstung von Chaguaramas zum Schutz gegen die Spanier und Franzosen. Beginnend mit dem Eigentumsübergang von Bergorrat auf Cretau wurde zwischen 1850 und 1970 im westlichen Teil Cronstadts Kalkstein abgebaut; 1922 erwarb beispielsweise die Firma MacKenzie eine Lizenz für zehn Jahre, die sie zum Kalksteinabbau auf drei Vierteln der Insel berechtigte. Um 1877 wurde der östliche Teil Cronstadts Wohnsitz des Gefängnisarztes des Gefängnisses auf der Nachbarinsel Carrera; für einige Zeit bürgerte sich der Name Doctor's Island für die gesamte Insel ein. Der Name Kronstadt selbst tauchte erst ab 1910 in Landkarten auf. Der Ursprung ist nicht geklärt; der Historiker Anthony de Verteuil vermutet eine Anlehnung an eine russische, auf einer Insel gelegene Garnisonsstadt gleichen Namens. Ab 1919 diente die Insel für kurze Zeit als Erholungsort für trinidadische Polizeikräfte. 1922 wurde der östliche Teil der Insel, der nicht von MacKenzie gepachtet war, für einen symbolischen Preis von einem Shilling pro Jahr für 99 Jahre an die katholische Diözese Trinidad verpachtet, als Ausgleich für annektierte Ländereien auf Chacachacare, die zuvor im Besitz der Kirche waren und die dort von der Regierung für den Aufbau einer Leprakolonie benötigt wurden. 1940 wurde der Ostteil der Insel als Naturschutzgebiet ausgewiesen, jedoch führten die kontinuierlichen Bergbautätigkeiten dazu, dass das Schutzgebiet 1988 vom WCMC ausgelistet wurde. 1946 kaufte die Regierung dem Klerus das Pachtrecht ab. Nach einer aufwändigen Renovierung der Gebäude im Ostteil der Insel dienten diese fortan als Wohnsitz des Superintendenten der trinidadischen Gefängnisse und später als Wochenendhaus der Generalgouverneure Werner Boos, Solomon Hochoy und Ellis Clarke. Letzterer kam in den 1970er-Jahren fast durch herabstürzende Trümmer einer Sprengung im Kalksteinbruch auf der Westseite der Insel zu Tode, woraufhin sowohl die Ferienresidenz als auch der Steinbruch aufgegeben wurden. Die Wohngebäude wurden dem Verfall preisgegeben.
Heute wird auf der Insel importierter Baryt verarbeitet, der von der Ölindustrie des Landes verwendet wird. Die Insel verfügt hierfür über einen kleinen Hafen mit Verlademöglichkeiten für Schüttgut, an dessen 60 m langem Dock Schiffe von bis zu 180 m Länge ankern können. In der von 15 auf der Insel lebenden Arbeitern betriebenen Anlage werden pro Jahr etwa 35.000 Tonnen Baryt verarbeitet.

## Flora und Fauna
Cronstadt ist zerklüftet, strandlos und, verglichen mit dem Festland, nur spärlich bewachsen. Auf der Insel wachsen die als „Naked Indian“ bekannte Erdbeerbaumart Arbutus xalapensis, die Kordien-Art Cordia alliodora, ein paar Orchideenarten sowie zahlreiche Kakteen. Vorkommende Tierarten waren bis 1988 die Sipo-Schlange (Chironius carinatus), diverse Eidechsenarten (insbesondere Leguane), Hundertfüßer und Skorpione sowie zahlreiche Vogelarten, darunter Braunkappenrallen, Gelbschenkeltangaren, Kreischeulen, Schwefelmaskentyrannen und Zuckervögel. Seit der Auslistung als Schutzgebiet gibt es keine Kontrollen der Bestände mehr.